# Mohamed Ali Gouaned
Mohamed Ali Gouaned (en arabe : محمد علي جوانيد), né le 5 juillet 2002 à Biskra, est un athlète algérien, spécialiste du 800 mètres.

## Biographie
Médaillé d'argent des Jeux olympiques de la jeunesse 2018, il se classe deuxième des championnats d'Afrique juniors 2019.
En 2021, il remporte le titre des championnats panarabes, à Radès, dans le temps de 1 min 46 s 67, puis s'adjuge la médaille d'argent des championnats du monde juniors, à Nairobi, où il établit un nouveau record d'Algérie junior en 1 min 44 s 45.
Le 18 juin 2022 lors du Meeting de Paris, il porte son record personnel à 1 min 44 s 43.

## Palmarès
| Date | Compétition                    | Lieu         | Résultat | Épreuve   | Temps         |
| ---- | ------------------------------ | ------------ | -------- | --------- | ------------- |
| 2018 | Jeux olympiques de la jeunesse | Buenos Aires | 2e       | 800 m     | 3 min 41 s 74 |
| 2019 | Championnats arabes cadets     | Radès        | 1er      | 400 m     | 46 s 98       |
| 2019 | Championnats d'Afrique juniors | Abidjan      | 2e       | 800 m     | 1 min 47 s 88 |
| 2021 | Championnats panarabes         | Radès        | 1er      | 800 m     | 1 min 46 s 67 |
| 2021 | Championnats panarabes         | Radès        | 2e       | 400 m     | 46 s 72       |
| 2021 | Championnats du monde juniors  | Nairobi      | 2e       | 800 m     | 1 min 44 s 45 |
| 2022 | Jeux méditerranéens            | Oran         | 1er      | 4 × 400 m | 3 min 3 s 41  |
| 2023 | Jeux panarabes                 | Oran         | 1er      | 4 × 400 m | 3 min 2 s 84  |

## Records
| Épreuve | Temps         | Lieu                    | Date         |
| ------- | ------------- | ----------------------- | ------------ |
| 800 m   | 1 min 43 s 56 | Grand prix Brescia 2025 | Juillet 2025 |